# Alfred Sproemberg
Alfred Sproemberg (* 8. März 1857 in Berlin; † 10. März 1903 in Allenstein; vollständiger Name: Huldreich Lebrecht Alfred Sproemberg) war ein deutscher Architekt und preußischer Baubeamter.

## Leben
Alfred Sproemberg war ein Sohn des Predigers Johann Christian Friedrich Sproemberg und dessen Ehefrau Amalie Sproemberg geborene Stehmann. Nach dem Besuch des Joachimsthalschen Gymnasiums studierte er das Hochbaufach und begann 1883 nach dem bestandenen ersten Staatsexamen seinen Vorbereitungsdienst als Regierungsbauführer (Referendar in der öffentlichen Bauverwaltung). Nach dem bestandenen zweiten Staatsexamen wurde er 1888 zum Regierungsbaumeister (Assessor in der öffentlichen Bauverwaltung) ernannt. 1890 wurde er auf eigenen Wunsch aus dem preußischen Staatsdienst entlassen und arbeitete als freier Architekt. 1891 wurde er Direktor der neu gegründeten Deutschen Volksbaugesellschaft, für die er mehrere Projekte ausführte. Nachdem die Gesellschaft 1895 in Liquidation ging, kehrte er als technischer Beamter im preußischen Ministerium der öffentlichen Arbeiten in den Staatsdienst zurück. 1902 wurde er als Kreisbauinspektor nach Allenstein versetzt, wo er im Alter von 46 Jahren starb.
Neben seiner Tätigkeit als Architekt war Sproemberg vielseitig engagiert. So war er bereits in der Zeit als Referendar auch Leutnant der Reserve im 4. Garde-Regiment zu Fuß und später Premierleutnant im 4. Garde-Landwehr-Regiment. 1898 wurde er Mitglied im Verein für historische Waffenkunde. Ab 1890 war er Mitglied im Verein Berliner Künstler und 1898 wurde er Mitglied im Verein für die Geschichte Berlins.

## Familie
Sproemberg heiratete 1888 in Berlin Elisabeth Dernburg (1864–1946), die Tochter des Rechtswissenschaftlers Heinrich Dernburg. 1889 wurde der Sohn Heinrich geboren, der Historiker wurde.

## Bauten
- 1891–1893: Wohnhaus der Deutschen Volksbaugesellschaft in Berlin-Lichterfelde, Kadettenweg 69 (unter Denkmalschutz)[18]
- 1893: Wohnhäuser Steinäckerstraße 3 und 4 (unter Denkmalschutz)[19][20]
- 1893–1895: Erziehungshaus der Mosse-Stiftung in Berlin-Schmargendorf, Rudolf-Mosse-Straße 9/11 / Sodener Straße (nach Entwurf von Gustav Ebe)[21] (unter Denkmalschutz)[22]
- 1896: Erweiterungsbau der Sternwarte in Königsberg (Ostpreußen) („besondere Bauleitung“)[23]
- 1897–1899: Kaiserin-Augusta-Gymnasium (heute Ludwig-Cauer-Grundschule) in (Berlin-)Charlottenburg (zusammen mit Otto Poetsch und Karl Haubach;[24] unter Denkmalschutz[25])

## Auszeichnungen
1899: preußischer Königlicher Kronenorden IV. Klasse